# Українські дистрибутиви Linux
Українські дистрибутиви Linux – це група дистрибутивів Linux розроблених в Україні.
Перші українські дистрибутиви з'явилися наприкінці 1990-тих і поширювались на дискетах та CD, які передавалися з рук в руки, надсилалися поштою, а також часто додавалися до різних журналів присвячених комп'ютерам та програмуванню.

## Linux.org.ua
Проекти нових українських дистрибутивів зазвичай починались з перекладу і адаптації для потреб українських користувачів якихось існуючих дистрибутивів, як наприклад RedHat, Fedora, Ubuntu, тощо. Часом хоббі-проекти перетворювались на бізнес, і засновувались компанії що підтримували дистрибутиви, або розробники дистрибутивів йшли працювати в інші Linux-компанії допомагаючи підтримувати чи локалізовувати дистрибутиви цих компаній.
На початку 2000, Володимир Лісівка створив сайт Linux.org.ua для об'єднання зусиль в українізації найбільш популярних дистрибутивів Linux.
Станом на 2024, Linux.org.ua є найвідомішим українським сайтом присвяченим публікації новин про Linux, вільне програмне забезпечення та українізацію програмного забезпечення. На сайті працює форум для обговорень, а також розміщено підбірку документації та корисних посилань на інші споріднені сайти.

## Black Cat Linux
Створений Леонідом Кантером і Олександром Каневським, випускниками Донецького державного технічного університету, які працювали сисадмінами в різних компаніях і познайомились в мережі FIDO. Спершу вони розповсюджували диски з RedHat Linux, додававши до них свої виправлення. Після виходу Mandrake Linux 5.1 з'явилась ідея створити свою марку. 
Першою версією Black Cat була локалізація RedHat версії 5.2 з додатковими виправленнями і доповненнями. Встановлення і конфігурацію системи можна було здійснювати російською, і була присутня також підтримка української розкладки і шрифтів. Для встановлення використовувався модифікований інсталятор RedHat-5.2, який дозволяв вибрати мову.
Леонид Кантер співпрацював з RedHat Software над впровадженням підтримки української та російської мови в їхні дистрибутиви. Наприклад засоби локалізації з Black Cat додані до RedHat 6.0, випущеного 26 квітня 1999.
Як графічна оболонка використовувалась KDE 1.1.
Версія 6.2 стала першим дистрибутивом Linux що постачався з антивірусом Касперського.
Дистрибутив продавався вроздріб компанією ISP "GEON", а база даних RPM знаходилась на сайті Donbass Linux Users Group. Було продано два тиражі по півтори тисячі примірників. З 1999 по 2002 дистрибутив входив до десятки найпопулярніших дистрибутивів Linux в Росії, а згідно linux.org.ru в 2000-му його використовували 6.5% лінуксоїдів.
В березні 2001 розробники приєднались до компанії ASPLinux, яка випускала свій дистрибутив.

## KSI-Linux

Маскот KSI Linux — дятел.

Логотип KSI Linux.

KSI Linux розроблявся в Києві з 1997 р, Кубушином Сергієм Івановичем (KSI в назві - ініціали автора), який на той час працював системним адміністратором в інтернет-провайдері Global Ukraine.
З 1997 року розроблявся на базі Red Hat для серверів провайдера Global Ukraine. Пізніше у 1999 році Кубушин організував власну компанію KSI із розробки та підтримки дистрибутиву.
Версія 1.1 (CyberZOO) вийшла 5 листопада 1997 року. Версія 1.2 (Tornado) - на початку 1998.
27 січня 1999 року оголошена і у березні випущена версія 2.0 Nostromo. Це був перший дистрибутив Лінукс із ядром 2.2. У дистрибутив входили компілятор egcs, текстові редактори, графічні редактори (включаючи аналог Photoshop — GIMP), Netscape Communicator 4.5, Adobe Acrobat Reader 3.1, графічна оболонка X Window і багато іншого. У 1998 році розпочався прорив ОС Лінукс на ринок десктопних ОС, відповідно до комплекту також входили графічна оболонка KDE 1.1 і офісний пакет KOffice. Також в дистрибутив входило все для підключення до Інтернет, створення Інтернет серверу (Bero FTPD, Apache). Система X Window і ghostscript зібрана з підтримкою True Type шрифтів. Видавничий пакет TeX русифіковано за допомогою t2. Система перевірки орфографії містить російський словник. У систему також включено SQL сервер MySQL, який правильно працює з російською мовою. До більшості програм є російськомовний інтерфейс. Є підтримка української мови. Почато переклад довідки. 
З критичних зауважень, зокрема щодо підтримки української мови, KSI називала доробок інших людей своїм, на виступі в Москві підтримку української мови Кубушин пояснив так — «Серед вовків жити — по-вовчому вити».
Дистрибутив підтримує інсталяцію поверх Red Hat 4.1..5.2, як оновлення останньої до нової версії.
Всі пакети зібрані з оптимізацією під дві архітектури — Intel Pentium і Intel Pentium Pro, мінімальні вимоги — i486.
Дистрибутив складається з двох дисків: на першому — бінарні пакети, на другому  — початкові тексти. 
Дистрибутив поширювався та підтримувався на території колишнього СРСР і був доволі популярним, наздоганявши за популярністю в 1999 Black Cat.
Система ЦВК України, на якій проводились президентські вибори 1999 року, та наступні вибори, базувалася на KSI.
З'являються плани розширення використання Лінукс (створення національної операційної системи). За словами Кубушина, інтереси чиновників у цьому напрямку зводились до того, аби нічого не робити та розкрадати кошти. Несподівано виступають із різкою критикою KSI та судовим переслідуванням колишнього керівника Кубушина.
У 1999 році Кубушин переїздить до Лас-Вегаса в США, де працює в інших проєктах для казино, пов'язаних із Лінукс і перестав підтримувати проект. У 2009 році Кубушин заснував власну компанію KSI Labs, LLC., яка займається проєктуванням та виготовленням електронних плат керування для верстатів з ЧПУ.
Решта розробників намагаються підримувати до 2002-2003 розробку наступної версії (не вийшла), яку використовував Global Ukraine.
Пізніше ПЗ ЦВК підтримував проєкт MyLinux, розробники якого стверджували, що стояли біля джерел KSI та наслідують його досвід, що заперечив Кубушин.

## myLinux

Логотип myLinux

Дистрибутив на основі Fedora Core, що розробляється в Україні компанією «Майлінукс», директор Олександр Степанов.
У жовтні 2003 року випущено версію myLinux 3.0.
Програмне забезпечення myLinux використовується Центральною виборчою комісією України, зокрема на виборах Президента України 2004 року.
21 січня 2005 випущено версію myLinux 3.1. Того ж року було розпочато створення дистрибутива myLinux 3.1 "ОКО".
15 лютого 2006 випущено версію myLinux 3.2.
6 вересня 2006 в УНІАН відбулась презентація захищеної операційної системи myLinux 3.1 "ОКО", дистрибутива myLinux з підвищеним захистом сертифікованого ДССЗЗІ.
25 травня 2007 МОУ розпочало дослідну експлуатацію myLinux 3.1 OKO.
20 січня 2015 року компанія «Майлінукс», для спростування неправдивої інформації, повідомила що не проводить набір працівників.
24 березня 2020 року компанія «Майлінукс» отримала ліцензію на розробку та обслуговування криптографічних систем.

## Blin Linux
Дистрибутив на основі Slackware.

## GentooTH (Gentooth)
Дистрибутив на основі Gentoo Linux.

## Ubuntu Install Box
Дистрибутив на основі Ubuntu.

## Grusha Linux
Grusha Linux (укр. Груша-Лінукс) — операційна система на базі Linux, яка розроблялася українськими розробниками, що прагнули створити максимально зручну та дружню до користувача операційну систему. Попередні версії Grusha Linux були створені на базі Mint та Ubuntu. Починаючи з 2010 року Grusha Linux базується на дистрибутиві Sabayon Linux. Більше не розробляється.
Передумовою створення цього дистрибутиву стала відсутність зручної та дружньої до українського користувача операційної системи і також бажання показати користувачам всі можливості вільного програмного забезпечення.

### Історія
Проєкт був заснований 27 січня 2008 і спочатку існував як освітній сайт, що мав за мету зробити вільне програмне забезпечення ближчим до людей, і на якому публікувалися статті та інструкції про користування Linux та програмами, що входять до неї. Також було розроблено відеоуроки.
За рік після створення проєкту його автори розробили власний дистрибутив, що базувався на Linux Mint і містив доповнення та налаштування, які робили користування системою зручнішим.
13 липня 2010 вийшов офіційний реліз Grusha Linux. В дистрибутиві було втілено більшість задумів розробників. Але залишилося багато завдань, що потребують кропіткої роботи, зокрема: створення україномовної локалізації програм, додавання нових програм і драйверів, розширення власного репозиторію.
У планах розробників було створення полегшеного дистрибутиву «Шкільна Груша», орієнтованого на освітні установи, який можна було б запускати на слабких комп'ютерах і який містив би в собі необхідне програмне забезпечення для вивчення програмування, математики, графічного моделювання і, власне, ОС Linux. Один з варіантів дистрибутиву мав базуватися на основі графічної оболонки GNOME.

## DeepStyle
Дистрибутив на основі Slackware. У 2015 році трансформовано у SlackBoost.  В порівнянні з материнським дистрибутивом були додані українська та російська локалі, переклади, пакети перевірки орфографії, кириличні шрифти тощо.
Перший публічний реліз-кандидат дистрибутиву DeepStyle-1.0rc1 з'явився 18 березня 2005. Перший публічний реліз DeepStyle-1.0 з'явився 28 липня 2005 і базувався на Slackware 10.1 оновленому до актуального стану й містив додаткові пакети для української та російської локалізації дистрибутиву, підтримував єдину архітектуру —i386.
Протягом 2005—2013 року релізи дистрибутивів регулярно виходили (від 1.0 до 5.14.0, що базувались на версіях Slackware від 10.0 до 14.0 відповідно. Починаючи з версії DeepStyle-3.0 «Gemini» (25 вересня 2007) підтримувалась також архітектура AMD64.
Окрім локалізації також були доопрацьовані інсталятор, керування залежностями пакетів та ін.
Згодом архітектура проекту була переглянута, що було пов'язано з важкістю підтримки форка Slackware. Проект був перероблений й замість власне форка Slackware отримав вигляд репозиторія з опціональними пакетами та нову назву — SlackBoost, що була анонсована на сайті проекту 24 лютого 2015.
| Версія DeepStyle     | Версія Slackware | Архітектура | Ядро                                       | GCC                       | Дата виходу |
| -------------------- | ---------------- | ----------- | ------------------------------------------ | ------------------------- | ----------- |
| 1.0                  | 10.1             | i386        | 2.4.30 (2.6.12.3 опціонально)              | 3.3.6 (3.4.4 опціонально) | 2005-07-28  |
| 1.1                  | 10.2             | i386        | 2.4.31 (2.6.13 опціонально)                | 3.3.6 (3.4.4 опціонально) | 2005-09-19  |
| 2.0                  | 11.0             | i386        | 2.4.33.3 (2.6.17.13, 2.6.21.1 опціонально) | 3.4.6                     | 2007-04-17  |
| 3.0 «Gemini»         | 12.0             | i386, AMD64 | 2.6.21.5                                   | 4.1.2                     | 2007-09-25  |
| 3.1 «Cepheus»        | 12.2             | i386, AMD64 | 2.6.27.7                                   | 4.2.4                     | 2009-05-27  |
| 4.0 «Auriga»         | 11.1             | i386, AMD64 | 2.6.33.4                                   | 4.4.4                     | 2011-06-23  |
| 4.13.37 «Cassiopeja» | 13.37            | i386, AMD64 | 2.6.37.6                                   | 4.5.2                     | 2012-05-25  |
| 5.14.0 «Andromeda»   | 14.0             | i386, AMD64 | 3.2.29                                     | 4.7.1                     | 2013-07-18  |

## Denix
Дистрибутив на основі Ubuntu.

## UALinux
Дистрибутиви на основі Ubuntu від української компанії «UALinux» (ТОВ «УАЛінукс»), видавця журналу «UserAndLINUX».
Перший публічний реліз-кандидат Ubuntu*Pack з'явився 15 липня 2009 як доповнення до основної операційної системи, яке встановлювалось додатково після встановлення Ubuntu. Це доповнення готувалось для Ubuntu 9.04, 9.10.
Починаючи з версії 10.04 замість дисків-доповнень виробляються вже повноцінні операційні системи Ubuntu*Pack з власним репозиторієм програм для Ubuntu-сумісних дистрибутивів.
Версії, які базуються на Ubuntu та вже містять у собі всі оновлення та доповнення на момент випуску. Версії виходили кожні пів року.
З версії 14.04 всі дистрибутиви розробляються виключно на базі LTS-версій і відповідно нові версії починають виходити кожні два роки.
На даний час компанія розробляє та підтримує серію дистрибутивів для різноманітних задач.
- Ubuntu EducationPack — для освітніх закладів.[64]
- Ubuntu DesktopPack (OEMPack) — для домашнього та офісного використання.
- Ubuntu Secured*Pack — спеціалізований дистрибутив (для робочих станцій та серверів) на основі Ubuntu OEMPack з додатковими налаштуваннями захисту, який сертифікований ДССЗЗІ На цей час вже використовується в таких державних установах та організаціях як, ДССЗЗІ, МОЗУ, СБУ, ДСНС, РНБО, МО, ЗСУ.[65]
- Ubuntu GamePack — операційна система яка забезпечить гарантований запуск більш ніж 85 тис. ігор розроблених як спеціально для Linux, так і розроблених для Windows, DOS, різних ігрових приставок Sega, Nintendo, PSP, Sony PlayStation, ZX Spectrum і багато інших.
- Ubuntu ServerPack — серверна операційна система, яка дозволяє розгорнути Linux-сервер або кластер серверів Enterprise рівня.
- UALinux RescuePack — це завантажувальний диск одразу з 8 антивірусними сканерами (BitDefender, ClamAV, Vba32, Trellix (McAfee), Eset, eScan, Avira, COMODO), призначений для боротьби з комп'ютерними вірусами як на заражених системах (MS Windows, macOS, Linux, Android тощо), так і окремих носіїв/файлів. Також він містить інструменти для відновлення системи або видалених/пошкоджених файлів.
- UALinux CyberPack — система призначена для проведення тестів на проникнення, аудиту та оцінки рівня захищеності, безпеки та виявлення вразливостей. В умілих руках вона може також використовуватися для виявлення вразливостей. Це ставить її в один ряд із такими проєктами як: Tsurugi Linux, Kali Linux, ParrotOS, CSI Linux, Sherlock Linux, BlackArch Linux, BackBox Linux.

Файли ISO дистрибутивів UALinux безплатні для завантаження з через сайт SourceForge.net.
Компанія-розробник додатково надає платну технічну підтримку та набори документації та сертифікатів у друкованому вигляді.

## Зноски
1. ↑  Linux.org.ua. linux.org.ua. Процитовано 17 серпня 2024.
2. ↑  Black Cat Linux. blackcatlinux.narod.ru. Процитовано 6 грудня 2023.
3. 1 2  Евгений Куликов (2004.04.06). Black Cat Linux. Интервью с создателями. Компьютеры + Программы. Архів оригіналу за 25 серпня 2006. Процитовано 29 липня 2023.
4. 1 2 3  Сергей АНТОНЧУК (1999). УКРАИНСКИЕ ДИСТРИБУТИВЫ LINUX. "Компьютеры+Программы". Процитовано 25 липня 2023.
5. 1 2  Лаборатория Касперского (19.05.2000). "Антивирус Касперского" интегрирован в дистрибутив Black Cat Linux 6.2. Процитовано 29 липня 2023.
6. ↑  Ретро - Black Cat Linux 6.2 | Электроник (рос.). 29 грудня 2016. Процитовано 6 грудня 2023.
7. ↑  Black Cat Linux 6.2, 2000, процитовано 6 грудня 2023
8. ↑  ISP "GEON":. NORMA-PRESS. Архів оригіналу за 3 лютого 2001. Процитовано 25 липня 2023. [Архівовано 3 лютого 2001 у Wayback Machine.]
9. ↑  DonLUG WWW Server. Donbass Linux Users Group. Архів оригіналу за 3 лютого 2001. Процитовано 25 липня 2023. [Архівовано 3 лютого 2001 у Wayback Machine.]
10. 1 2  Игорь Левшин (29.03.2001). «Черный кот» больше не ходит сам по себе. Computerworld. Издательство «Открытые системы». Процитовано 25 липня 2023.
11. 1 2  ВИКТОР КОСТРОМИН (1 жовтня 2002). Какие дистрибутивы Линукс используются в России? - Небольшое сравнение популярности дистрибутивов. Компьютерра-Онлайн. Архів оригіналу за 18 серпня 2006. Процитовано 25 липня 2023. [Архівовано 18 серпня 2006 у Wayback Machine.]
12. ↑  Сергей Голубев (24.03.2015). Linux в России: люди, программы, проекты. itWeek. Процитовано 25 липня 2023.
13. ↑  О продукте KSI Linux - Официальный символ :). ksi-linux.com (рос.). Архів оригіналу за 22 квітня 2001.
14. 1 2  About KSI Linux. ksi-linux.com. Архів оригіналу за 22 лютого 2001. Процитовано 25 липня 2023. [Архівовано 22 лютого 2001 у Wayback Machine.]
15. 1 2 3 4 5 6 7  Костромин В.А. (березень 2005). Свободная система для свободных людей (история операционной системы Linux). citforum. Архів оригіналу за 2 березня 2006. Процитовано 29 липня 2023.
16. 1 2  Benjamin D. Thomas (6 серпня 1999). About KSI Linux. Linux.com. Процитовано 29 липня 2023.
17. 1 2 3 4 5 6  Кожекин Н.Е. (липень 1999). Дятел в красном колпаке. Процитовано 29 липня 2023.
18. 1 2  http://www.sensi.org/locale/y1999/msg00056.html
19. 1 2 3  Кубушин, Сергій (02.08.2003). ПЯТОЕ ИНТЕРВЬЮ: ВНАЧАЛЕ БЫЛ KSI. Архів оригіналу за 11 жовтня 2006. Процитовано 1 серпня 2023.
20. ↑  KSI Labs, LLC. ksilabs.com. Процитовано 6 грудня 2023.
21. 1 2 3  Александр Степанов (30.06.2003). ЧЕЙ ЛИНУКС. kiss.kiev.ua. Архів оригіналу за 11 жовтня 2006. Процитовано 1 серпня 2006.
22. ↑  Компанія "Майлінукс". Українське програмне забезпечення. mylinux.com.ua. Процитовано 5 грудня 2023.
23. ↑  myLinux в онлайн магазині Lafox.net. lafox.net (рос.). Архів оригіналу за 20 липня 2006. [Архівовано 2006-07-20 у Wayback Machine.]
24. ↑  Звукозапис виступу одного з розробників на osdn.org.ua. osdn.org.ua. 2004.{{cite web}}:  Обслуговування CS1: Сторінки з параметром url-status, але без параметра archive-url (посилання)
25. ↑  Nikolai Litvinenko. МОЙ КОМПЬЮТЕР Weekly. Архів оригіналу за 11 березня 2007. [Архівовано 2007-03-11 у Wayback Machine.]
26. ↑  Огляд GIMP у myLinux. Архів оригіналу за 18 серпня 2006.
27. ↑  Х-терминал или вторая жизнь Вашего ПК с Linux. www.senyk.poltava.ua. Процитовано 6 грудня 2023.
28. ↑  Эксперт: Создание национальной ОС и антивируса – миф или реальность? – AIN.UA (рос.). 26 травня 2014. Процитовано 6 грудня 2023.
29. ↑  Index of ftp://ftp.mylinux.ua/pub/mylinux/linux/3.0/iso. www.mmnt.net. Процитовано 6 грудня 2023. {{cite web}}: Зовнішнє посилання в |title= (довідка)
30. ↑  Нове слово у системах зв’язку – системи з передачею відео та звуку між абонентами. www.mylinux.com.ua. Процитовано 6 грудня 2023.
31. ↑  Про myLinux 3.1. mylinux.ua. Архів оригіналу за 27 квітня 2005. Процитовано 6 грудня 2023.
32. ↑  Про myLinux 3.1 "ОКО". mylinux.ua. Архів оригіналу за 28 квітня 2005. Процитовано 6 грудня 2023.
33. ↑  Index of ftp://ftp.mylinux.ua/pub/mylinux/linux/3.2/. www.mmnt.net. Процитовано 6 грудня 2023. {{cite web}}: Зовнішнє посилання в |title= (довідка)
34. ↑  “Майлинукс: Первая национальная защищенная ОС” - УНИАН. press.unian.net. Процитовано 6 грудня 2023.
35. ↑  В Україні розроблена перша національна захищена операційна система myLinux. press.unian.ua (укр.). Процитовано 6 грудня 2023.
36. ↑  COMM Заступник генерального директора компанії "Майлінукс" Олег Можаровський, ліворуч, і заступник ген-директора з наукової роботи Євген Євтушенко на прес-конференції в агентстві УНІАН в Києві в середу, 6 вересня 2006 р. Тема прес-конференції: "Майлінукс: Перша національна захищена ОС". Фото Віктора Побединського / УНІАН. photo.unian.net (рос.). Процитовано 6 грудня 2023.
37. ↑  Пресс-конференция на тему: "Майлинукс: Первая национальная защищенная ОС". В работе приняли участие: замеситель генерального директора по научной работе Евгений Евтушенко и менеджер информационных технологий Игор Стадниченко | PhotoUA. photoua.com. Процитовано 6 грудня 2023.
38. ↑  Прес-конференція в УНІАН. www.mylinux.ua. Процитовано 6 грудня 2023.
39. ↑  Майлінукс: Перша національна захищена операційна система. www.mylinux.ua. Процитовано 6 грудня 2023.
40. ↑  ДСТСЗИ СБ Украины сертифицировала отечественную защищенную ОС. ITC.ua. 16 серпня 2006. Процитовано 6 грудня 2023.
41. ↑  Linux и свободное по. www.slideshare.net (англ.). 22 січня 2009. Процитовано 6 грудня 2023.
42. ↑  Дослідна експлуатація в Міністерстві Оборони України. www.mylinux.ua. Процитовано 6 грудня 2023.
43. ↑  Наказ про видачу ліцензії ТОВ МАЙЛІНУКС (PDF). cip.gov.ua. 24 березня 2020.
44. ↑  Blin Linux. blin.zp.ua (рос.). Business Computer Service. Архів оригіналу за 23 червня 2003. Процитовано 6 грудня 2023.
45. ↑  LinuxBegin.ru - Блины со сметаной — Linux-библиотека. www.linuxlib.ru. Процитовано 5 грудня 2023.
46. ↑  Пингвинья Масленица. Сергей А. Яремчук | Архив журнала «Мой компьютер» №40/263 `2003. sector.biz.ua. Процитовано 5 грудня 2023.
47. ↑  GentooTH Live CD/USB Linux. gentooth.org.ua (рос.). Архів оригіналу за 15 грудня 2005. [Архівовано 2009-06-02 у Wayback Machine.]
48. ↑  pavroo (4 червня 2023). GentooTH. ArchiveOS (амер.). Процитовано 6 грудня 2023.
49. ↑  Ubuntu Install Box.
50. ↑  Лінукс-дистрибутив номер 1 в Україні | Груша.org.ua. www.grusha.org.ua. Процитовано 5 грудня 2023.
51. ↑  Grusha Linux 3.0, KDE 4. Да сдуем пыль со старой книги, наклеим новую обложку. Скриншоты и фото от пользователей. pingvinus.ru (рос.). Процитовано 5 грудня 2023.
52. ↑  Grusha Linux — Вікі ЦДУ. wiki.cuspu.edu.ua. Процитовано 5 грудня 2023.
53. ↑  Grusha Linux 2009 (based on Ubuntu 9.04) Ukr/Rus/Eng - Бизнес Программы - Скачать/Download - Деньги. goldman.at.ua. Процитовано 5 грудня 2023.
54. ↑  Дистрибутивы Linux: из России с любовью. Процитовано 9 лютого 2024.
55. ↑  Unknown (пятница, 31 декабря 2010 г.). Старик Хоттабыч: "Рецепт DeepStyle предельно прост -   дистрибутив делается для себя, и все должно быть просто, легко и надежно". LINUX - записки на память. Процитовано 17 серпня 2024.
56. ↑  Колисниченко, Денис. Denix: дистрибутив для дома и офиса (рос.). Архів оригіналу за 7 грудня 2023. Процитовано 6 грудня 2023. [Архівовано 2023-12-07 у Wayback Machine.]
57. ↑  UALinux - технології майбутнього вже зараз. ualinux.com. Процитовано 5 грудня 2023.
58. ↑  ТОВ "УАЛІНУКС" Код ЄДРРОУ 37309727 — Опендатабот. opendatabot.ua (укр.). 2023. Процитовано 5 грудня 2023.
59. ↑  UserAndLINUX v10.05 by UALinux - Issuu. issuu.com (англ.). 21 грудня 2011. Процитовано 6 грудня 2023.
60. ↑  samnick Blog » Linux AdditionalPack – полезное дополнение для Linux-base дистрибутивов. Процитовано 5 грудня 2023.
61. ↑  Ubuntu pack v1.9. www.slideshare.net (англ.). 25 серпня 2020. Процитовано 5 грудня 2023.
62. ↑  Відкритий лист до UaLinux щодо дотримання умов ліцензії GPL. docs.linux.org.ua. Процитовано 5 грудня 2023.
63. ↑  Ubuntu идет в школы Украины. ITC.ua. 23 листопада 2010. Процитовано 5 грудня 2023.
64. ↑  Репозиторій програм у форматі DEB. ualinux.com. 20 червня 2024. Процитовано 20 червня 2024.
65. ↑  Secured*Pack (ДССЗЗІ). ualinux.com. Процитовано 5 грудня 2023.
66. ↑  UALinux. SourceForge (англ.). 28 листопада 2023. Процитовано 5 грудня 2023.
67. ↑  Linux по-українськи, або User And Linux. majesty.if.ua. Процитовано 5 грудня 2023.